# Passo Yumen
Il passo Yumen (cinese semplificato:玉门关, cinese tradizionale:玉門關, pinyin: Yùmén Guān), o Porta di giada, è un passo di montagna situato ad ovest di Dunhuang, nell'odierna regione cinese di Gansu. In tempi antichi attraverso questo passo correva la via della seta, ed era una delle strade che univano Cina ed Asia centrale, un tempo chiamata "Territori Occidentali". Poco a sud si trova il passo Yangguan, a sua volta importante tappa lungo la via della seta.
Oltre alla fortezza, nelle vicinanze c'è una torre di segnalazione chiamata "Majuanwan" e una parte della Grande Muraglia Han. Ad ovest, si trovano la sezione della Grande Muraglia di Dunhuang e la torre di segnalazione. Alle spalle del Passo c'è un piccolo museo che illustra la storia del luogo e presenta reperti dell'epoca Han.

## Denominazione
Nonostante in cinese guan venga solitamente tradotto semplicemente in "passo", il suo significato specifico sarebbe quello di "passo di frontiera". Yumen guan e Yang guan 玉門陽關 derivano da: yu 玉 = 'giada' + men = 'porta'; e Yang 陽 = 'lato assolato', 'lato meridionale di una collina', 'sponda settentrionale di un fiume' e guan 關 = ‘passi di frontiera’. Si trattava dei due più importanti passi che portavano a nord e ad ovest a partire dal territorio cinese. Durante la prima fase della dinastia Han, "...una linea difensiva fu stanziata da Jiuquan nel corridoio di Gansu, ad ovest fino al Passo della porta di giada".
Non va confuso questo passo con la città di Yumen (玉门, letteralmente Porta di giada) anch'essa in Gansu. Nonostante entrambe si trovino nella prefettura di Jiuquan, il passo si trova circa 400 km ad ovest dell'omonima città.

## Storia
(Hill (2009))
(Bonavia (2004))